# Дружный (Кемеровская область)
Дру́жный — посёлок в Ленинск-Кузнецком районе Кемеровской области. Входит в состав Шабановского сельское поселение.

## Географическое положение
Центральная часть населённого пункта расположена на высоте 243 метров над уровнем моря.

## История
Указом Президиума Верховного Совета РСФСР от 15 августа 1963 года посёлок фермы № 5 совхоза «Ленинуголь» Ленинск-Кузнецкого сельского района переименован в посёлок Дружный.

## Население
| 2010 |
| ---- |
| 67   |

По данным Всероссийской переписи населения 2010 года, в посёлке Дружный проживает 67 человек (35 мужчин, 32 женщины).